# Shuichi Aso

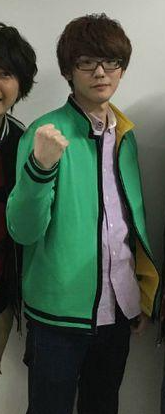
Shūichi Asō in het uniform van PK Academy

Shūichi Asō (麻生 周一, Asō Shūichi) (Iruma, 26 december 1985) is een Japanse mangaka, vooral bekend van zijn werk "Saiki Kusuo no Ψ-nan".

## Carrière
Hij werd geboren in de stad Iruma in de prefectuur Saitama. Op ongeveer 20-jarige leeftijd besloot Asō mangaka te worden, nadat hij een leven leidde waarin hij behalve twee keer per week werken, voornamelijk thuis zat.
In het begin van zijn carrière wilde Asō vooral verhalen maken die mensen zouden raken. Hij heeft zelfs een keer een prijs gewonnen voor zijn verhaal, maar hij heeft nooit een manuscript ingediend bij een uitgeverij.
Asō stuurde zijn werk in voor de Tezuka Award, maar op het laatste moment besloot hij om een nieuw verhaal te maken, "勇者パーティー現る" (Yuusha Party Arawaru), en dat verhaal werd de runner-up voor de Akatsuka Award. Dit was een zeldzame prestatie voor een nieuwkomer. "勇者パーティー現る" werd gepubliceerd in Weekly Shonen Jump (Shueisha) in 2006, en dat was het debuut van Asō als mangaka.
Na een aantal one-shots, publiceerde Asō zijn eerste serie, "ぼくのわたしの勇者学" (Boku no Watashi no Yuusha Gaku/Our Hero Studies), in Weekly Shōnen Jump van 2007 tot 2008. Het was een zeldzame prestatie om binnen een jaar na zijn debuut een serie te krijgen.
Na "ぼくのわたしの勇者学" probeerde Asō een detectiveserie te maken, maar hij stopte ermee omdat het te veel leek op de televisieserie "33分探偵" (33-pun Tantei).
In 2010 begon Asō met een nieuwe serie, "新世紀アイドル伝説 彼方セブンチェンジ" (Shinseiki Idol Densetsu Kanata Seven Change), maar deze serie werd na 13 weken stopgezet.
Asō heeft altijd gedacht dat het makkelijker is om verhalen te maken als hoofdpersonaga alles kon. Daarom publiceerde hij in 2010 een one-shot in Weekly Shōnen Jump, "Saiki Kusuo no Ψ-nan" (斉木楠雄のΨ難, of The Disastrous Life of Saiki K.), waarin het hoofdpersoon helderziende (psychic/Esper) is. Dit verhaal werd in 2011 een serie in Weekly Shōnen Jump, en het werd een groot succes. Het werd zelfs een anime en een live-action film. De manga liep tot juli 2018 en werd nooit officieel vertaald.

## Persoonlijk
Asō is getrouwd met Mirin Furukawa (zangeres van でんぱ組.inc) en ze hebben samen één zoon.
Asō is fan van de muziekgame "BEMANI Series" (van Konami Digital Entertainment) en de artiest Ryu☆. Hij heeft zelfs een alternatieve cover gemaakt voor het album "Ryu☆BEST-MOONLiGHT-".
Asō gebruikt de naam Shūichi Asō als pseudoniem. Zijn echte naam is niet bekend.
- CiNii: DA19107699
- International Standard Name Identifier: 0000 0003 8031 6648
- Nationale Bibliotheek van Letland: 000335475
- Bibliotheek van het Japanse parlement: 01102328
- Virtual International Authority File: 259159067